# Henk Hofstra

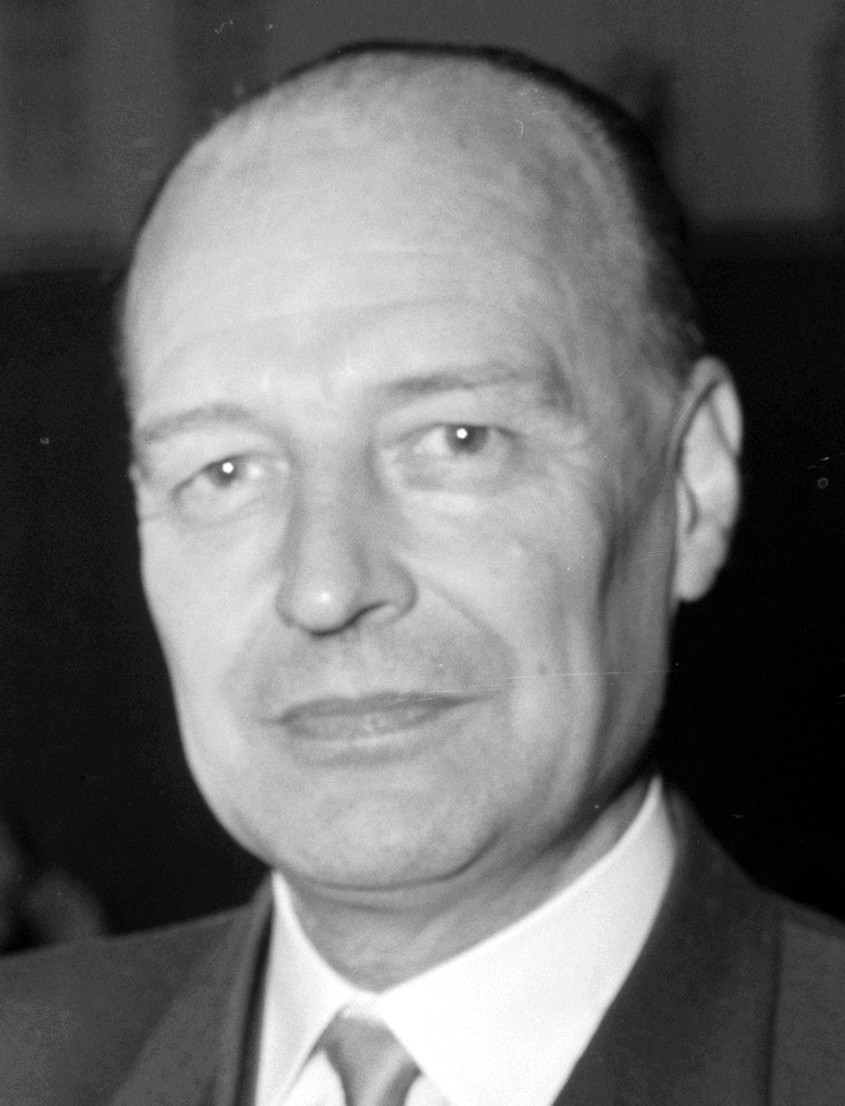
Henk Hofstra (1956)

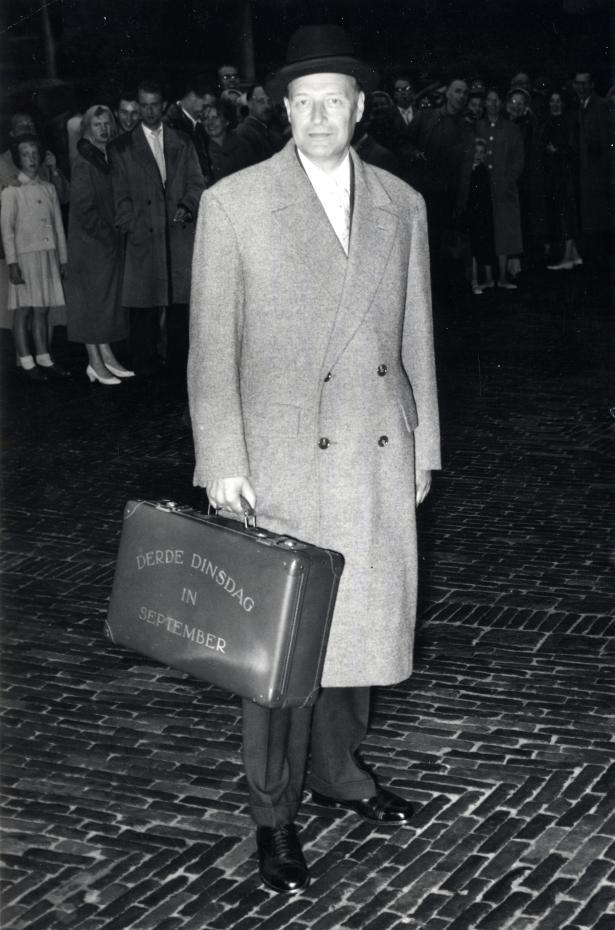
Finanzminister Hofstra mit dem symbolischen Haushaltskoffer (Miljoenenkoffertje) beim Prinsjesdag 1956, der traditionellen Eröffnung des Parlaments am dritten Dienstag im September.

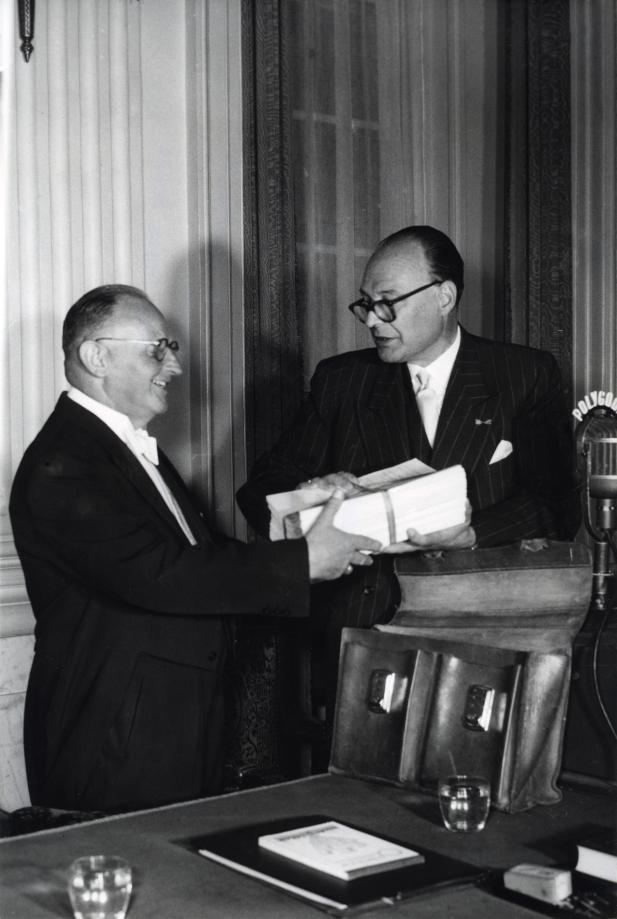
Zur Überraschung der Zweiten Kammer brach Finanzminister Hofstra beim Prinsjesdag 1957 mit der Tradition und präsentierte das Haushaltsmemorandum nicht im symbolischen Haushaltskoffer, sondern in einer gewöhnlichen Aktentasche. Links der Saaldiener, der den Millionenschein (miljoenennota) entgegennahm.

Hendrik-Jan „Henk“ Hofstra (* 28. September 1904 in Amsterdam; † 16. Februar 1999 in Wassenaar, Provinz Zuid-Holland) war ein niederländischer Hochschullehrer und Politiker der Partei der Arbeit PvdA (Partij van de Arbeid), der unter anderem zwischen 1945 und 1956 sowie erneut von 1959 bis 1961 Mitglied der Zweiten Kammer der Generalstaaten (Tweede Kamer der Staten-Generaal) und Finanzsprecher der PvdA-Fraktion war. Er fungierte im Kabinett Drees III als Finanzminister und war ständig im Streit mit dem Finanzsprecher der KVP-Fraktion, Anton Lucas. Aufgrund der von ihm eingeführten Ausgabenbeschränkungen erholte sich die Wirtschaft Anfang der 1960er Jahre schnell, allerdings kam es zum Sturz der Regierung, als gegen seinen Willen ein Änderungsantrag zur Verlängerung einiger vorübergehender Steuern für nur ein Jahr angenommen wurde. Nach seinem Rückzug aus dem politischen Leben war er stellvertretender Vorstandsvorsitzender des von Cornelis Verolme gegründeten Schiffbauunternehmens Verolme United Shippyards NV und nach Abschluss seines Studiums 1966 Professor für Steuerrecht. Hofstra trug den Spitznamen „de Hercules onder de Nederlandse fiscalisten“ („der Herkules unter den niederländischen Steuerexperten“) und galt als „de best geklede man van het Binnenhof“ („der am besten gekleidete Mann im Binnenhof“), dem Gebäudekomplex der Generalstaaten.

## Leben

### Finanzbeamter, Steuerberater und Mitglied der Zweiten Kammer
Hendrik-Jan „Henk“ Hofstra begann nach dem Abschluss der fünfjährigen Hogereburgerschool (HBS) 1922 eine Ausbildung zum Inspektor des Dienstes für direkte Steuern, Einfuhrzölle und Verbrauchsteuern und wurde nach Abschluss der Prüfung zum Steuerinspektor. Er war von 1933 bis 1939 Inspektor in der Abteilung für direkte Steuern des Finanzministeriums und wurde auf eigenen Wunsch am 16. November 1939 aus diesem Amt entlassen. Daraufhin war er von 1939 bis 1945 als Steuerberater in Rotterdam. Nach Ende des Zweiten Weltkrieges war er von 1946 bis 1956 Direktor der Zentralen Arbeiterversicherungsbank CAVB (Centrale Arbeidersverzekeringsbank NV) und der Zentralen Allgemeinen Versicherungsgesellschaft CAVM (Centrale Algemene Verzekeringsmaatschappij NV).
Bereits am 20. November 1945 wurde er zunächst für die Sozialdemokratische Arbeiterpartei SDAP (Sociaal-Democratische Arbeiderspartij) beziehungsweise am dem 9. Februar 1946 für die Partei der Arbeit PvdA (Partij van de Arbeid) Mitglied der Zweiten Kammer der Generalstaaten (Tweede Kamer der Staten-Generaal), der er bis zum 4. Juni 1946 sowie erneut zwischen dem 30. Oktober 1946 und dem 13. Oktober 1956 angehörte. Während dieser Zeit war er Finanzsprecher der PvdA-Fraktion und sprach in den Jahren 1946 bis 1956 in der allgemeinen Haushaltsdebatte. Er war zudem vom 28. September 1948 bis 21. September 1949 Vorsitzender des Haushaltsausschusses für wirtschaftliche Angelegenheiten in der Zweiten Kammer. 1952 verhinderte die Katholische Volkspartei KVP (Katholieke Volkspartij) seine Ernennung zum Finanzminister beziehungsweise zum Staatssekretär für Steuern. Daraufhin war er von Februar 1952 bis September 1953 stellvertretender Vorsitzender des ständigen Ausschusses der Zweiten Kammer für Konsultationen zur Wertpapierreform.

### Finanzminister, Wirtschaftsmanager und Hochschullehrer
Am 13. September 1956 wurde Henk Hofstra im Kabinett Drees III zum Finanzminister (Minister van Financiën) und bekleidete dieses Amt bis zum 22. Dezember 1958. Gemeinsam mit Justizminister Ivo Samkalden verteidigte er in der Zweiten Kammer den Entwurf des Allgemeinen Gesetzes über staatliche Steuern (Algemene wet inzake rijksbelastingen), welches 1959 von Finanzstaatssekretär Willem Hendrik van den Berge und Justizminister Albert Christiaan Willem Beerman im Staatsblad veröffentlicht wurde. Im Jahr 1958 wurden die Gesetzentwürfe zum Einkommensteuergesetz (Wet op de inkomstenbelasting), zum Vermögensteuergesetz (Wet op de vermogensbelasting) und zum Lohnsteuergesetz (Wet op de loonbelasting) vorgelegt. Diese Gesetzentwürfe wurden 1964 von Finanzminister Johan Witteveen und Finanzstaatssekretär Willem Hendrik van den Berge im Staatsblad veröffentlicht. Aufgrund der von ihm eingeführten Ausgabenbeschränkungen erholte sich die Wirtschaft Anfang der 1960er Jahre schnell.
Als Finanzminister war er ständig im Streit mit dem Finanzsprecher der KVP-Fraktion, Anton Lucas. Als er den Lucas-Änderungsantrag zum Haushaltgesetz für inakzeptabel erklärte, und gegen seinen Willen ein Änderungsantrag zur Verlängerung einiger vorübergehender Steuern für nur ein Jahr angenommen wurde, kam es am 22. Dezember 1958 zum Sturz der Regierung Drees. Nach seinem Ausscheiden aus der Regierung war er zwischen dem 20. März 1959 und dem 1. Januar 1961 für die PvdA erneut Mitglied der Zweiten Kammer der Generalstaaten und nahm als deren Finanzsprecher an den allgemeinen Haushaltsdebatten 1959 und 1960 teil. Er trug die Spitznamen „de Hercules onder de Nederlandse fiscalisten“ („der Herkules unter den niederländischen Steuerexperten“) und galt als „de best geklede man van het Binnenhof“ („der am besten gekleidete Mann im Binnenhof“), dem Gebäudekomplex der Generalstaaten.
Nach dem Ausscheiden aus der Zweiten Kammer zog sich Henk Hofstra weitgehend aus dem politischen Leben zurück und war zwischen dem 1. Januar 1961 und dem 1. September 1966 stellvertretender Vorstandsvorsitzender des von Cornelis Verolme gegründeten Schiffbauunternehmens Verolme United Shippyards NV. Während dieser Zeit schloss er auch sein Studium der Rechtswissenschaften mit Schwerpunkt Steuerrecht ab, wobei er das Studium in zwei Jahren auf dem Rücksitz des Autos zwischen seinem Wohnsitz und seinem Büro absolviert haben soll. Unmittelbar nach Abschluss des Studiums wurde er durch Königlichen Erlass vom 22. März 1966 wurde er zum Professor für Steuerrecht an der Rijksuniversiteit Leiden ernannt, an der er vom 1. September 1966 bis zu seiner Emeritierung am 1. Oktober 1974 lehrte. 1978 führte er im Auftrag der ersten Regierung Van Agt Untersuchungen zur Vereinfachung der Steuergesetzgebung durch. Er war des Weiteren zeitweise Mitglied des Vorstands der Stichting Lubbers, die sich mit der Verwaltung der Interessen und Immobilien von Ministerpräsident Ruud Lubbers befasste, sowie ferner vom 19. März 1990 bis 1991 Mitglied der Kommission für die Steuerreform, der nach ihrem Vorsitzenden Willem Stevens benannten Stevens-Kommission.

## Veröffentlichungen
- Het vraagstuk van de heffing ineens, Elsevier, Amsterdam 1945
- De invloed van het hier te lande geldende belastingsysteem op de economische en sociale structuur van onze maatschappij en op het beleid, M. Nijhoff, Den Haag 1953
- Plaats en taak van de belastingwetenschap, Kluwer, Deventer 1966
- Het vraagstuk van de vermogenswinstbelasting, Nederlandse Federatie van Belastingconsulenten, Amsterdam 1967
- Inleiding tot het Nederlands belastingrecht, Kluwer, Deventer 1970, Neuauflagen 1974, 1977, 1980, 1986, 1992, 2002
- Inkomstenbelasting, Kluwer, Deventer 1975, Neuauflagen 1988, 1994, 1998
- Belastingpolitiek en inkomensverdeling. Verslag van het congres ter ere van Prof. Mr. H. J. Hofstra, gehouden te Leiden op 18 december 1975, Kluwer, Deventer 1976
- Inflatie en belasting. Samenvatting van het rapport-Hofstra, Inflatieneutrale belastingheffing, Staatsuitgeverij, Den Haag 1978
- Een wettelijke regeling van het beroep van belastingconsulent? Belastingconsulentendag ’81, Kluwer, Deventer 1981
- Navordering en boete : een reactie op het rapport-Simons. Het rapport, Kluwer, Deventer 1985

in englischer Sprache
- New techniques of budget preparation and management. General report, International Institute of Administrative Sciences, Brüssel 1965
- An inflation-adjusted tax system : a summary of the report on the elimination from the Dutch tax system of the distorting effects of inflation, Staatsuitgeverij, Den Haag 1978

## Hintergrundliteratur
- Cyns en dyns. Opstellen aangeboden aan prof. mr. H. J. Hofstra, Festschrift zum 70. Geburtstag, Kluwer, Deventer 1975
- L. J. A. Pieterse: Over H.J. Hofstra (1904–1999), 2021, ISBN 978-94-6290-982-3

## Weblink
- H.J. (Henk) Hofstra (Parlement & Politiek) (Memento vom 14. April 2021 im Internet Archive)